# Otto Theodor von Manteuffel

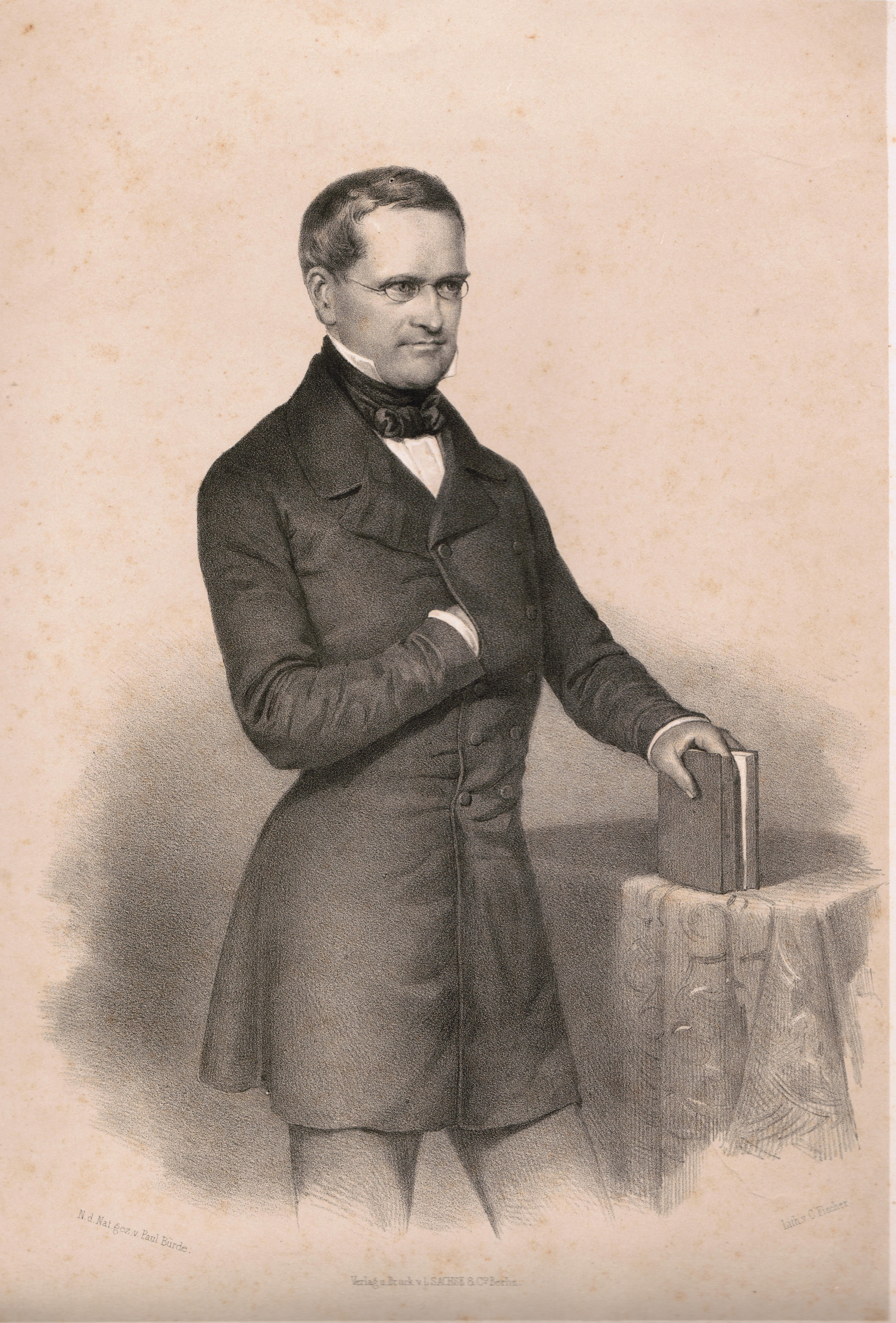
von Manteuffel, Minister des Inneren

Otto Theodor Freiherr von Manteuffel (* 3. Februar 1805 in Lübben (Spreewald); † 26. November 1882 auf Gut Krossen im Landkreis Luckau, Niederlausitz) war ein preußischer Politiker. Von 1850 bis 1858 war er preußischer Ministerpräsident und führte eine hochkonservative Politik.

## Herkunft
Manteuffel wurde als Sohn von Friedrich Otto Gottlob Freiherr von Manteuffel (* 6. April 1777; † 20. Januar 1812 in Lübben) und seiner Ehefrau Auguste geb. von Thermo (* 4. Dezember 1782 in Zieckau, Kreis Luckau; † 2. März 1810 in Lübben) geboren. Der Vater war Oberamtsregierungspräsident und Konsistorialdirektor des Markgraftums Niederlausitz. Otto Theodor war der ältere Bruder des späteren preußischen Landwirtschaftsministers Karl Otto von Manteuffel; der ebenfalls konservative Politiker und Militär Edwin von Manteuffel sowie der Forstmann Hans Ernst von Manteuffel waren seine Vetter.

## Leben
Er besuchte seit 1819 die Landesschule Pforta und studierte 1824–1827 Rechts- und Kameralwissenschaft an der Friedrichs-Universität Halle. Dort wurde er Mitglied des Corps Saxonia Halle.
1830 trat er eine Referendariatsstelle an. 1833 wurde er zum Landrat des Kreises Luckau, 1841 zum Oberregierungsrat in Königsberg i. Pr. und 1843 zum Vizepräsidenten der Regierung in Stettin ernannt. 1844 berief ihn der Prinz von Preußen, damals Vorsitzender des Staatsministeriums, als Vortragenden Rat zu sich. Bald darauf wurde Manteuffel auch zum Mitglied des Preußischen Staatsrats ernannt. Er arbeitete im Bereich Finanzen, bis er 1845 Direktor im Ministerium des Innern wurde.
Seit 1833 gehörte er als ritterschaftlicher Abgeordneter für den Kreis Luckau dem Provinziallandtag (Preußen) der Provinz Brandenburg an, dessen Vorsitzender er später wurde. Der Vereinigte Landtag von 1847 gab ihm Gelegenheit, sein parlamentarisches Geschick zu beweisen, woraufhin Manteuffel sich als energischer Vorkämpfer des bürokratischen Staatswesens und Gegner des konstitutionellen Liberalismus erwies.
Am 8. November 1848 trat er als Minister des Inneren in das Kabinett von Friedrich Wilhelm von Brandenburg. An der preußischen Verfassung vom 5. Dezember 1848 hatte Manteuffel wesentlichen Anteil; er war es aber auch, der die Botschaft vom 7. Januar 1850, welche wesentliche Bestimmungen jener Verfassung wieder aufhob, mit einbrachte und vor den Kammern verteidigte.
Nach dem Tode des Grafen Brandenburg mit der interimistischen Leitung der auswärtigen Angelegenheiten betraut, nahm er im November 1850 an der Konferenz zu Olmütz teil, beschickte von neuem den Bundestag der österreichischen Restauration des Deutschen Bundes nach. „Der Starke tritt einen Schritt zurück“, mit diesen Worten suchte er die mit diesen Maßregeln unzufriedenen Kammern zu beruhigen. Am 19. Dezember 1850 erfolgte seine definitive Ernennung zum Präsidenten des Staatsministeriums und Minister der auswärtigen Angelegenheiten, in welcher Eigenschaft er auch 1856 am Pariser Kongress teilnahm. Er hielt sich in seiner Stellung, freilich mehr und mehr auf die reaktionäre Partei sich stützend, bis zur Einsetzung der Regentschaft und dem Beginn der sogenannten Neuen Ära (Oktober 1858).
Am 6. November 1858 erhielt er mit dem ganzen Ministerium seine Entlassung. Wegen seiner Verdienste um Preußen wollte Friedrich Wilhelm IV. ihn in den Grafenstand erheben und mit einem erblichen Majorat belohnen. Manteuffel schrieb darauf:

„Als ich vor zehn Jahren das Amt eines Ministers übernahm, geschah es aus Liebe zu meinem König und zum Vaterlande, aus angestammter Treue, ohne jede Aussicht auf äußere Anerkennung und Belohnung. Meine persönlichen Wünsche habe ich stets schweigen lassen, wo es sich um das Interesse des Königs und des Landes handelte. Jetzt, wo ich in das Privatleben zurückkehre, nehme ich es als ein Recht für mich in Anspruch, meinen eigenen Gefühlen wieder Rechnung zu tragen in Dingen, die nur meine Person und deren Verhältnisse betreffen. Ich kann die Rangerhöhung und die Majoratsstiftung nicht wünschen. Ich will auch aus den jetzigen Verhältnissen ohne äußere Zeichen der Anerkennung ausscheiden. Ew. Königliche Hoheit bitte ich daher inständigst, von den mir zugedachten Auszeichnungen Abstand zu nehmen.“

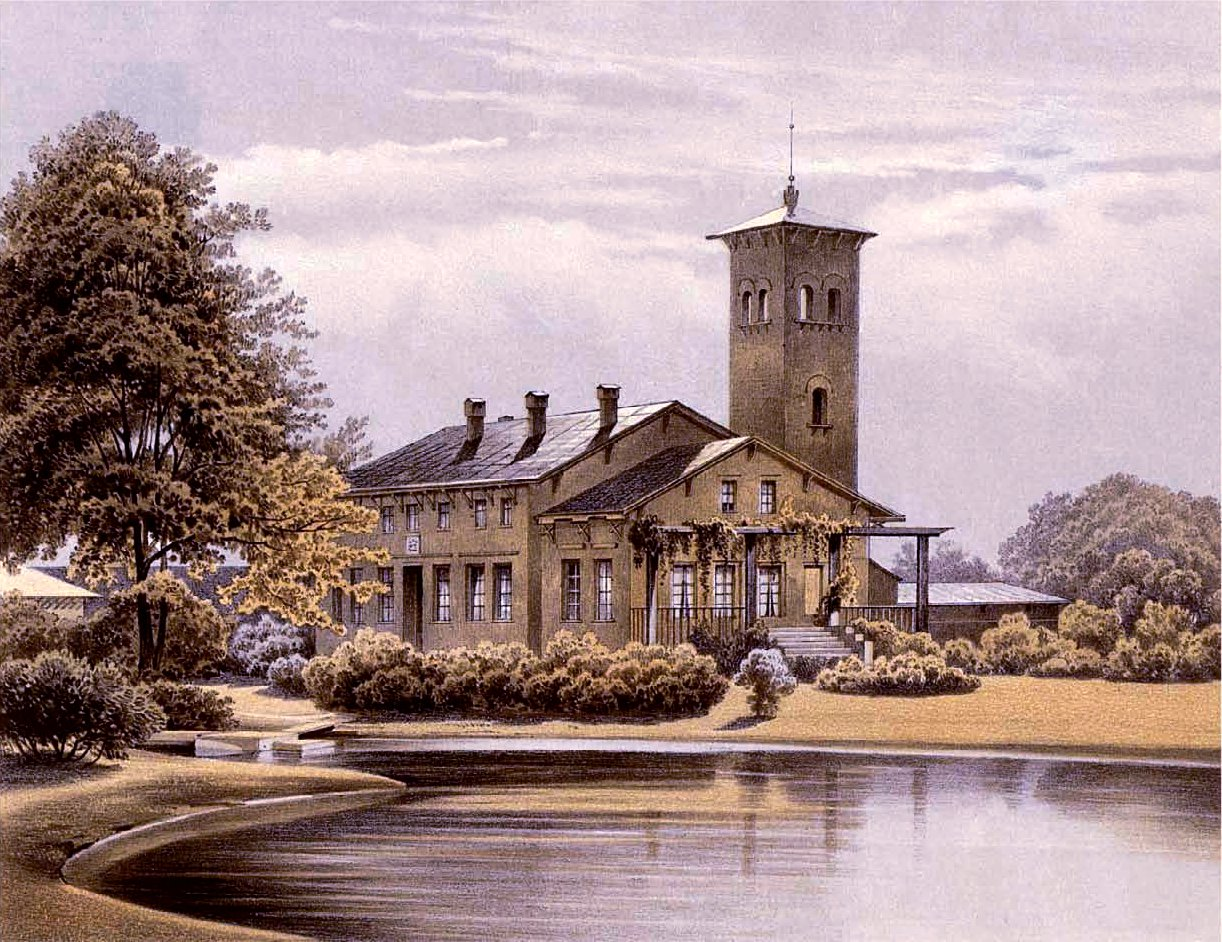
Gut Krossen um 1860, Sammlung Alexander Duncker

Manteuffel zog sich auf seine Güter in der Lausitz zurück. Für Görlitz 1849 in das Preußische Abgeordnetenhaus gewählt und viermal wiedergewählt, beteiligte er sich nicht sonderlich an den Debatten. Am 1. Januar 1861 legte er sein Mandat nieder. Seit 1864 Mitglied des Herrenhauses, vertrat er wiederholt konservative Grundsätze. Die Größe seiner Besitzungen um Drahnsdorf, Krossen, Schäcksdorf und Falkenhayn umfassten nach dem erst 1879 kurz vor seinem Tode erstmals veröffentlichten Generaladressbuch der Rittergutsbesitzer in Brandenburg etwa 2153 ha.

## Familie
Er heiratete am 22. Dezember 1841 Bertha von Stammer (* 7. September 1807; † 1891) aus dem Haus Görlsdorf. Das Paar hatte einen Sohn:
- Otto Carl Gottlieb von Manteuffel (* 29. November 1844; † 4. März 1913), Landrat ⚭ 1872 Helene Johanne Luise Isidore von Brandenstein (* 6. Januar 1849; † 4. Oktober 1934), eine Tochter des Regierungsrates Karl Heinrich von Brandenstein. Helene adoptierte 1927 ihren Neffen Hans von Brandenstein und regelte so die Nachfolge im Gutsbesitz.[5]

## Ehrungen
Am 6. Februar 1850 wurde er Ehrenbürger der Stadt Berlin, zudem die Manteuffelstraße in Kreuzberg nach ihm benannt, die 2023/24 aus „Diversitätsgründen“ teilweise wieder umbenannt wurde. In der Südstadt von Wilhelmshaven wurde am 17. Juni 1869 in Anwesenheit von König Wilhelm I. ebenfalls eine Manteuffelstraße eingeweiht. An der Straße lag der Manteuffelplatz (Exerzierplatz). Außerdem war er Ehrenbürger von Danzig, Brandenburg an der Havel, Stettin und aller Städte der Niederlausitz.

Manteuffel-Denkmal in Lübben (1908)

In der Stadt Lübben wurden dem Sohn der Stadt ein Denkmal nach dem Entwurf des Kölner Bildhauers Peter Bürger errichtet, das im Jahre 1908 im Lübbener Hain feierlich enthüllt wurde. Wegen des für den Krieg dringend benötigten Buntmetalls wurde das Denkmal jedoch schon im Ersten Weltkrieg demontiert und eingeschmolzen. Der leere Sockel blieb erhalten und fand bei der Restaurierung des Lübbener Jägerdenkmals im Jahre 1938 eine neue Verwendung.
Freiherr von Manteuffel war Ehrenkommendator des Johanniterordens.

## Werke
- Rede des Ministers des Innern, gehalten in der 35. Sitzung der Zweiten Kammer am 25. April 1849, betreffend den Antrag des Abgeordneten Waldeck wegen Aufhebung des Belagerungszustandes der Stadt Berlin, in: Berliner Erinnerungs-Blätter; 897, Deckersche Geheime Ober-Hofbuchdruckerei (R. L. v. Decker), Berlin 1849.
- Nachlass (Preußens Auswärtige Politik 1850 bis 1858, mehrere Bände), Hrsg. Heinrich von Poschinger, E. S. Mittler und Sohn, Berlin 1902. ff.